# 魏森塞 (柏林)

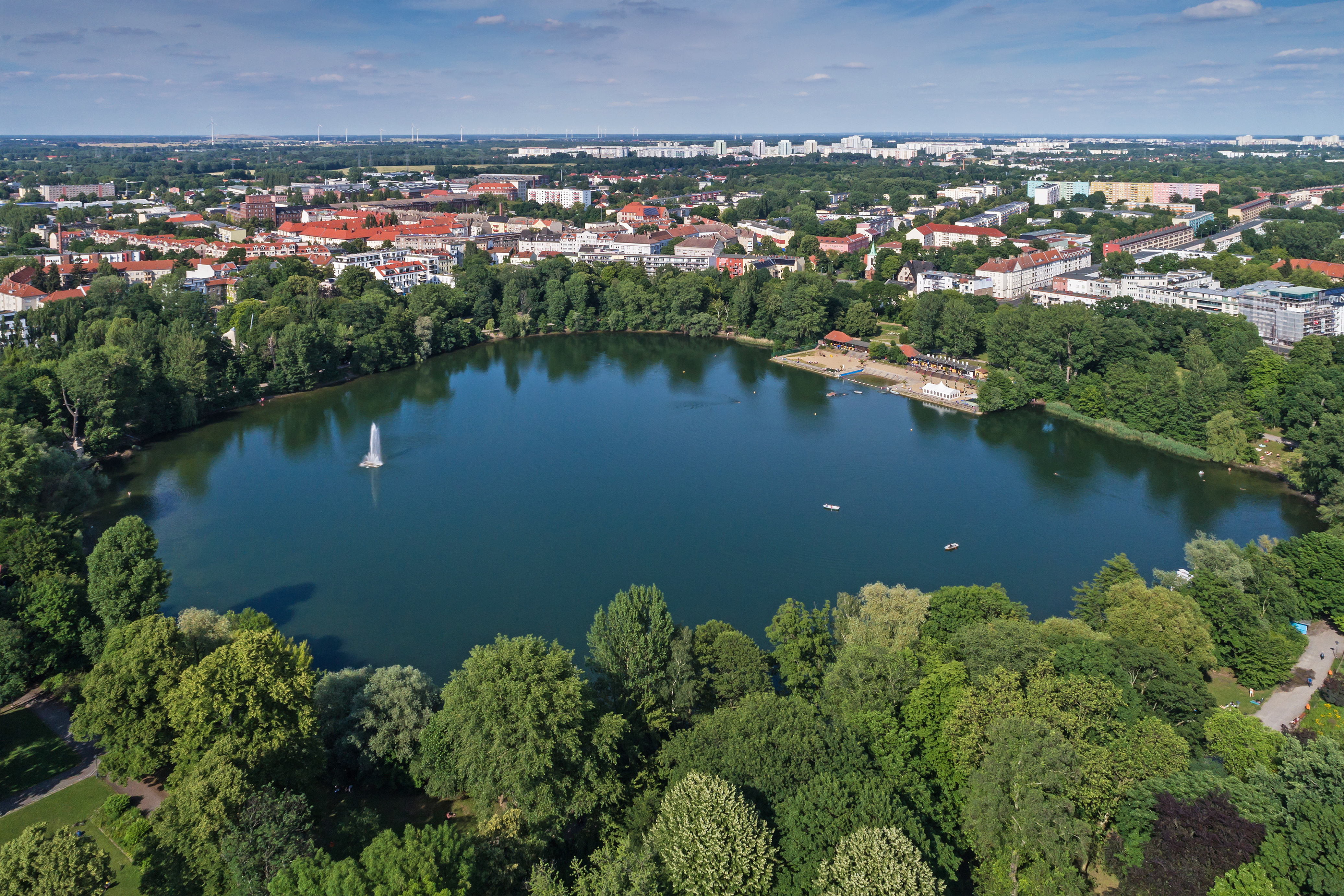

魏森塞（德語：Weißensee，德語：[ˈvaɪ̯sn̩ˌzeː] ⓘ），或意译作白湖，是德國柏林潘科区的一個下属區，名稱來源於區內的同名湖泊。在柏林2001年實施行政區劃改革之前，魏森塞为柏林的區之一，后并入潘科区。魏森塞區有眾多歷史建築，且湖泊附近也是公園，是一個休閒及文化區。在這裡每年舉辦大型音樂節。

## 外部連結
维基共享资源上的相關多媒體資源：Weißensee
- tic-berlin: tourist & historical information about Weißensee
- Gustav-Adolf Street （页面存档备份，存于）
- Article from Exberliner magazine[永久]